# Prévôté de Sierck
La prévôté de Sierck est un ancien territoire du duché de Lorraine jusqu'en 1661 puis des Trois-Évêchés jusqu'en 1790.

## Histoire
La ville de Sierck est d'abord une ancienne seigneurie, ayant donné son nom à une maison de l'ancienne chevalerie de Lorraine, éteinte au XVIe siècle. Ce sont les ducs de Lorraine qui ont établi cette prévôté, dont dépendaient trente villages.
Après le traité de Vincennes, la ville de Sierck et plusieurs villages environnants, passent au Trois-Évêchés. C'est alors que la prévôté est recrée ou modifiée par un édit du mois de novembre 1661, devenant donc une prévôté royale. Ses appellations ressortissaient désormais au bailliage de Thionville et elle était régie par la coutume de Lorraine,.
Cette juridiction était à partir de 1661 composée d'un prévôt, d'un lieutenant de police, d'un procureur du roi, d'un autre pour la police, d'un greffier en chef, d'un huissier audiencier, de deux autres huissiers et de quatre procureurs,.
Sur le plan économique, ce territoire produisait des grains ainsi que beaucoup de vins blancs, mais peu de rouges.

## Composition
Communautés qui étaient dans cette prévôté en 1770 :

### Rattaché au diocèse de Trèves
- Aspack
- Bestroff (la cense de)
- Croix (la)
- Fremestroff-sur-Saare
- Freichingen
- Hargarten
- Kalembourg
- Kaltevillers
- Klang
- Koenigsberg (la cense de).
- Kontz (la basse)
- Kontz (la haute)
- Laumesfeld
- Lémestroff
- Marienflos (le moulin de)
- Monneren
- Montenack
- Oudrenne
- Rudling
- Rustroff
- Scierck (ville)
- Scierck (la haute)
- Siestroff
- St. François
- Ste. Marguerite
- Zulten (les moulins de)

### Rattaché au diocèse de Metz
- Aboncourt
- Kemplick
- Menskirick
- Mettrick
- St. Hubert

### Hautes-Justices
Hautes-justices dans l'arrondissement de cette prévôté, dont les appellations se portaient immédiatement au bailliage de Thionville :
- Du diocèse de Trèves : Kerling, Malling, Rettel.
- Du diocèse de Metz : Altroff, Bettlainville, Budange, Eich[4] (en partie), Hombourg, Kaydange, Metzereche.